# 协税镇
协税镇，是中华人民共和国陕西省汉中市南郑区下辖的一个乡镇级行政单位。

## 行政区划
协税镇下辖以下地区：
上街村、下街村、徐坡村、南路村、枣林村、王庄一村、王庄二村、吴坝村、张坪村、三官庙村、黄家沟村、马家岭村、茨坝村、大营村和瓦营村。